# Chichimecacihuatzin II
Chichimecacihuatzin II ('Pequeña/reverenciada mujer chichimeca', Nahuatl pronunciationⓘ) fue una princesa azteca de Tenochtitlan en México.

## Etimología
El nombre náhuatl Chīchīmēcah (plural, pronunciado AFI: [tʃiːtʃiːˈmeːkaʔ]; singular Chīchīmēcatl) significa «habitantes de Chichimán»; el propio topónimo Chichimán significa «Zona de Leche». La palabra puede tener un sentido negativo de «bárbaro» o positivo de «noble salvaje».

## Biografía
Chichimecacihuatzin era hija del emperador Moctezuma I y de su prima-esposa, la reina Chichimecacihuatzin I, de quien tomó el nombre.
Era nieta del tloatani Cuauhtototzin y del emperador Huitzilihuitl.
Su hermana fue Atotoztli II y sus sobrinos los tloatanis Axayácatl, Tízoc y Ahuítzotl. Todos ellos gobernaron Tenochtitlan como grandes emperadores.
Su esposo fue Huehue Huanitzin, un «gran líder» de Itztapalapan y su hijo fue Chimalpilli I (muerto en 1465). Fue el primer tloatani de Ecatepec.